# 萧功秦
萧功秦（1945年9月—），湖南衡阳人，中国历史学家，政治学家，主张保守主义，是自1980年代後期以來在中國學術圈倡導新權威主義思想的主要學者。曾任上海师范大学人文学院历史系教授，上海交通大学政治学教授。其历史研究主要集中在清末民初时期。1989年后开始参与中国改革进程的辩论，主张根据中国的特殊民族性进行渐进式改革，主张以中国民族主义代替马克思主义。

## 简介
萧功秦1946年出生于西安的一个湖南籍家庭。1965年高中毕业，后在上海郊区工作自学，1978年考入南京大学历史系攻读研究生，1981年在南京获硕士学位。1987年，他在上海师范大学被授予副教授的职位——鉴于他没有博士学位，这是一次不同寻常的晋升。其最初兴趣是元朝，但从1980年代中期开始，他将注意力转向晚清民初的历史。
在他早期的学术生涯中，萧功秦研究了中国学者和西化家严复的思想，质疑由于他后来支持袁世凯试图复辟等保守主义项目而对严附的负面历史声誉。他出的结论是，严复是一个始终如一的渐进式改良主义者，他在反动主义和全盘放弃中国国家认同之间取得了中间路线。在他对严复的研究的基础上，萧功秦继续对清朝的垮台进行了更广泛的重新评估，认为1898年的百日维新失败主要不是因为慈禧的保守主义，而是因为康有为及其盟友的激进主义。
陈纯将萧功秦归类为自由保守主义者。萧功秦本人亦深受埃德蒙·伯克和严复等自由保守主义者的影响。

## 著作
- 《儒家文化的困境》
- 《歷史拒絕浪漫——新保守主義與中國現代化》